# Caballo tordo

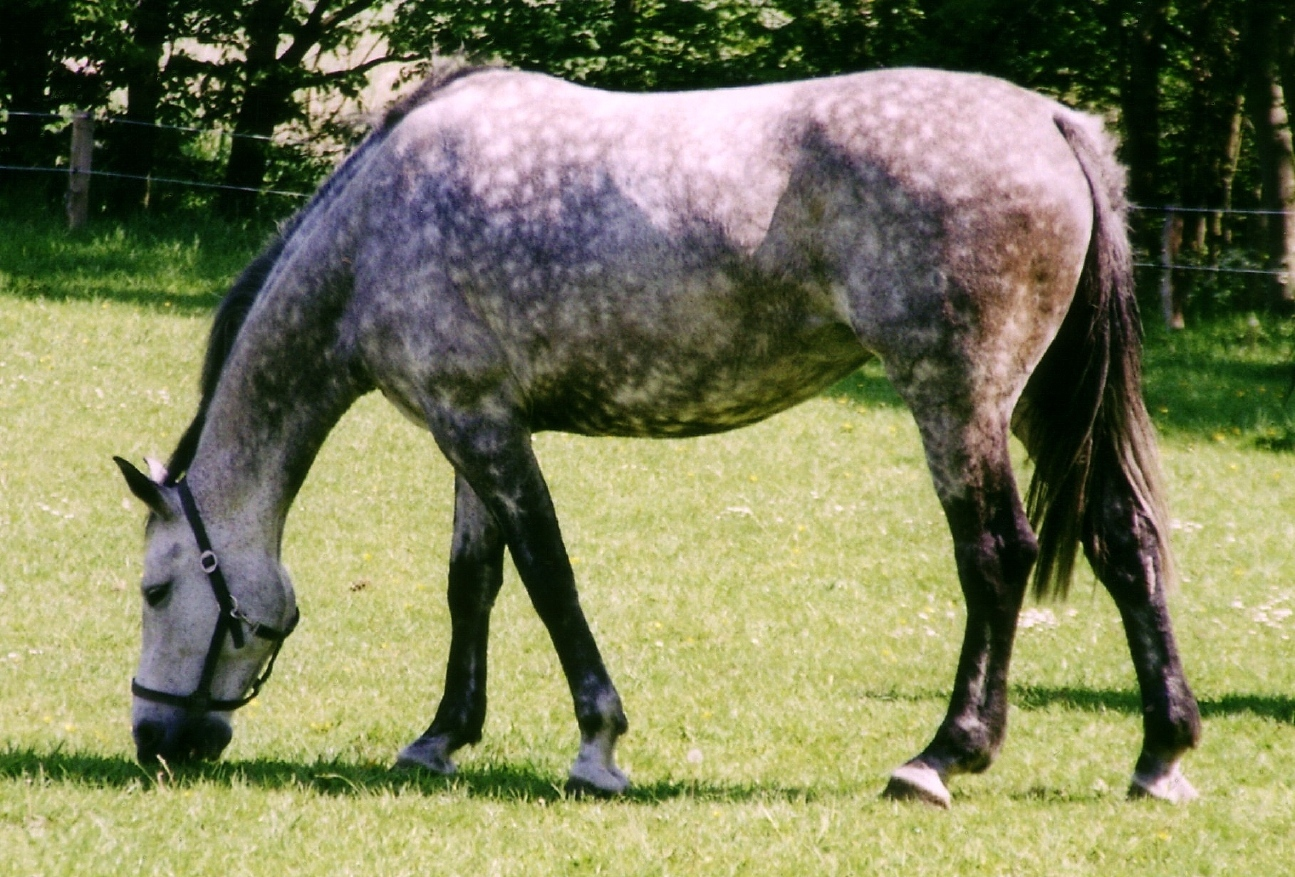
Caballo tordo

Se llama tordo al caballo cuyo pelo se asemeja por su color al del pájaro llamado tordo, es decir, gris con manchas blancas de diversas formas. Es una capa de pelo recomendable y muy estimada en diversas razas equinas. Los caballos con pelajes tordos o de pelo estornino suelen nacer con colores oscuros y se van aclarando con el tiempo. Si es tordo, un caballo puede nacer con cualquier pelaje y, con las mudas de pelo sucesivas, se va haciendo canoso progresivamente. Este fenómeno se debe a un patrón de despigmentación que actúa de forma parecida en todos los casos.
Los caballos de este pelo suelen ser pobres de cola.[cita requerida]

## Variedades
Hay varias tonalidades de pelajes tordos:
- Tordo claro. El caballo que sobre un fondo de pelo blanco tiene pocos pelos negros en el cuello, en el lomo y en la grupa.
- Tordo rodado. Se dice al caballo que tiene sobre el lomo y sobre las ancas unas manchas grandes y redondas de un pelo más oscuro que el resto de su cuerpo.
- Tordo puerco. El caballo tordo cuyo pelo negro abunda más que el blanco. Se aprecia lo mismo que el tordillo entre los aficionados y expertos.
- Tordo plateado o argenteado. Pelo blanсо у reluciente sembrado de pocos pelos negros lo que forma en el caballo un color brillante y lucido como la plata bruñida. Este pelo pasa por bueno y por mejor aun cuando el animal tiene mosqueados el cuello y la parte superior de la cabeza.
- Tordo mosqueado. El caballo que tiene el pelo blanco pintado de unas manchas negras y pequeñas como moscas. Este pelo es estimadísimo generalmente.
- Tordo remendado. El caballo que sobre el pelo blanco tiene ráfagas de manchas negras esparcidas sin orden ni proporción por todo su cuerpo.

## Proceso de despigmentación
Los caballos tordos suelen seguir una canescencia progresiva que determina algunas fases fáciles de identificar.

### Pelaje de nacimiento

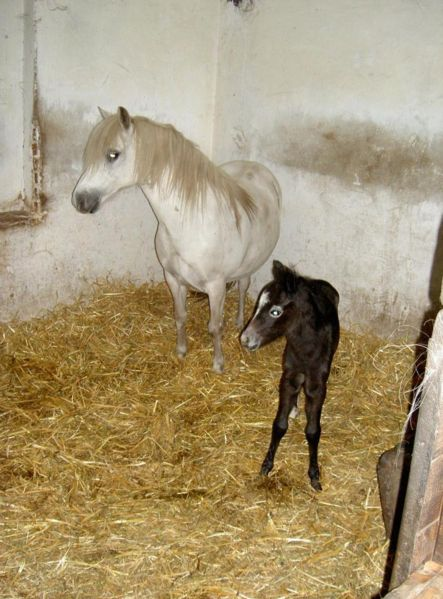
Una yegua Liard con su pollino. Los pelos blancos alrededor de los ojos y el hocico indican que el pollino es tordo y se volverá blanco como la madre. Otros pollinos tordos no muestran estas características tan pronto.

Los pollinos tordos nacen con el pelaje normal de base. (En casos excepcionales pueden nacer en una fase canosa avanzada o completamente blancos). A menudo las pestañas y el alrededor de los ojos indican su carácter de tordos presentando pelos blancos en estas zonas.

### Tordos incipientes
En la primera muda de pelo aparecen algunos pelos blancos sobre el cuerpo. Los pelos blancos suelen ser más numerosos en la cabeza. Las crines de la cola y la crin pueden ser más blancas o más oscuras que el cuerpo.

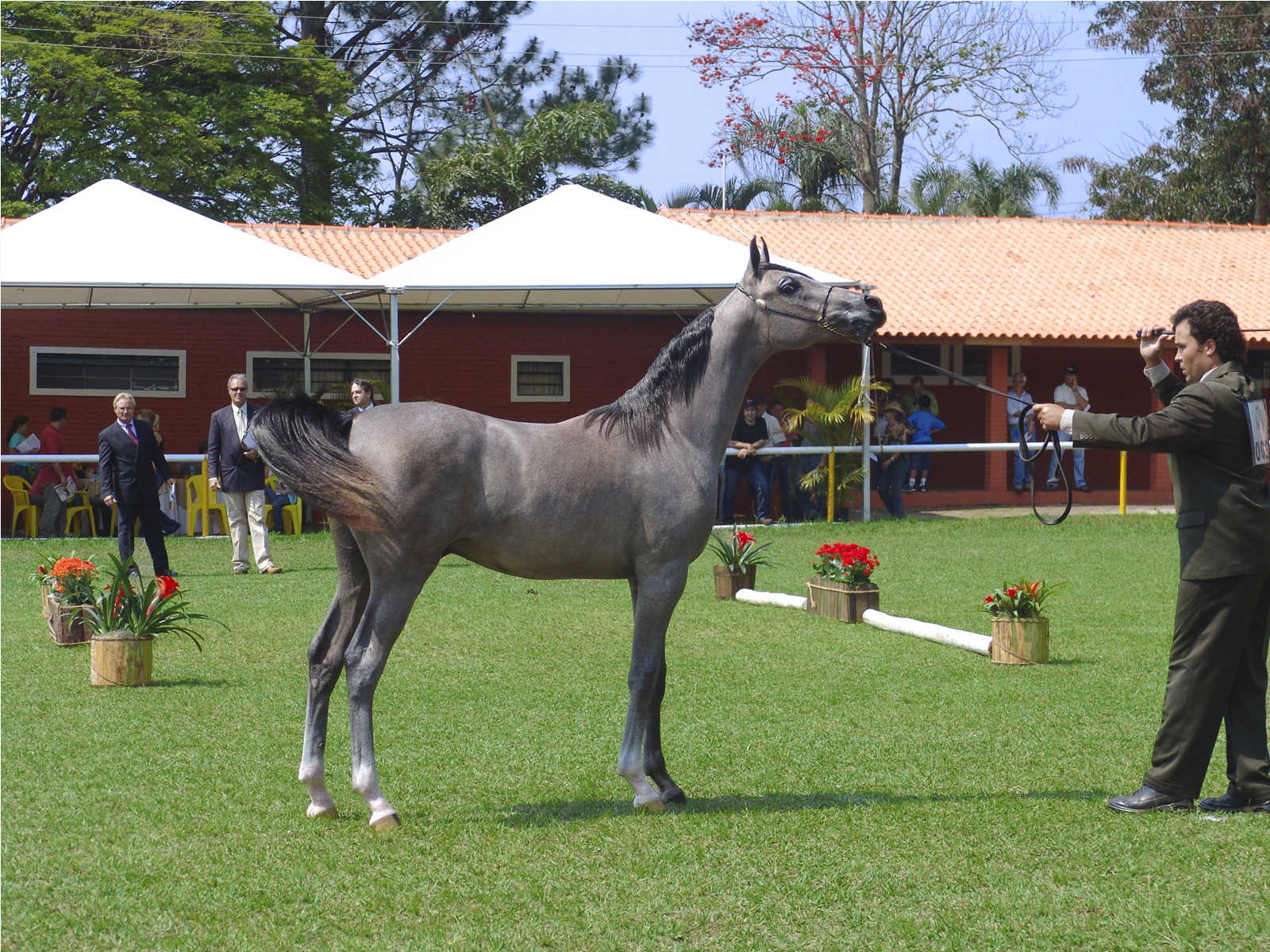
Un potro árabe de pelaje tordo en las primeras fases de canescencia. El pelaje se parece al de un caballo ruano

### Tordos rodadososcuros
En mudas sucesivas los pelos blancos se vuelven más numerosos y parecen agruparse formando pequeñas manchas blancas sobre el pelaje de fondo (generalmente más oscuro).
En algunas fases las "manchas" blancas muestran un tamaño relativamente grande y una forma redondeada. El aspecto del pelaje es relativamente oscuro con manchas redondeadas blancas.
La denominación tradicional es la de "tordos rodados".
Las manchas blancas no se tocan, separadas por pelos oscuros.

### Tordos rodadosclaros
El aumento de pelos blancos en el pelaje hace crecer el tamaño de las manchas blancas, que llegan a tocar y empiezan a fusionarse. En esta fase hay predominio de pelos blancos y el aspecto del caballo es más bien claro.
Las partes de pelo oscuro quedan aisladas entre sí, a veces en forma redondeada (rodaduras oscuras).

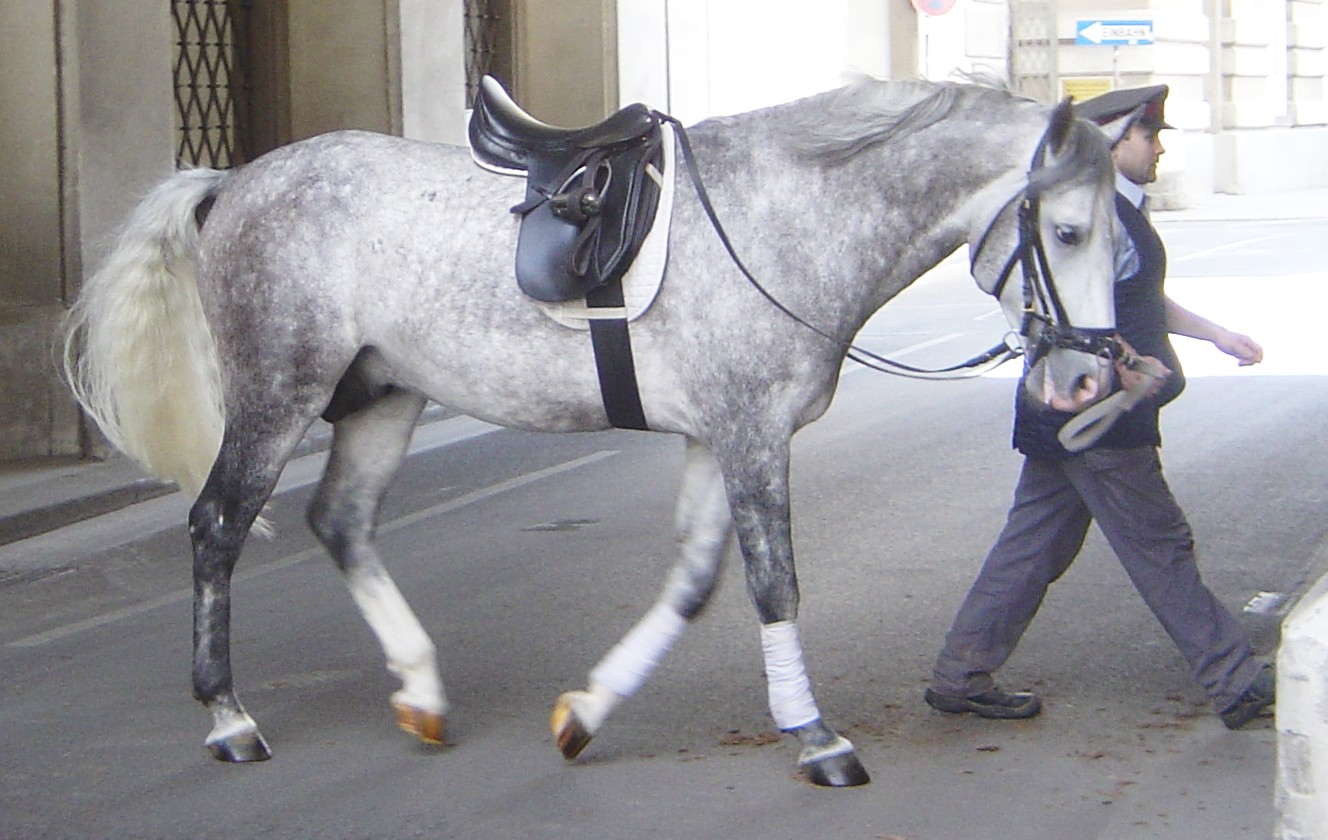
Caballo lippizzà tordo claro. Los caballos lippizzanos son negros o castaños con el gen tordo. Antes de los 10 años se vuelven blancos del todo.

### Tordos moscatel y atruitats
Una vez más el aumento de pelos blancos determina la disminución de los pelos oscuros hasta que sólo permanecen pequeñas manchas oscuras. Es la fase de los tordos moscatel (si el pelaje de base es negro o pardo) y de los tordos atruitats (si el pelaje de base es castaño o alazán).

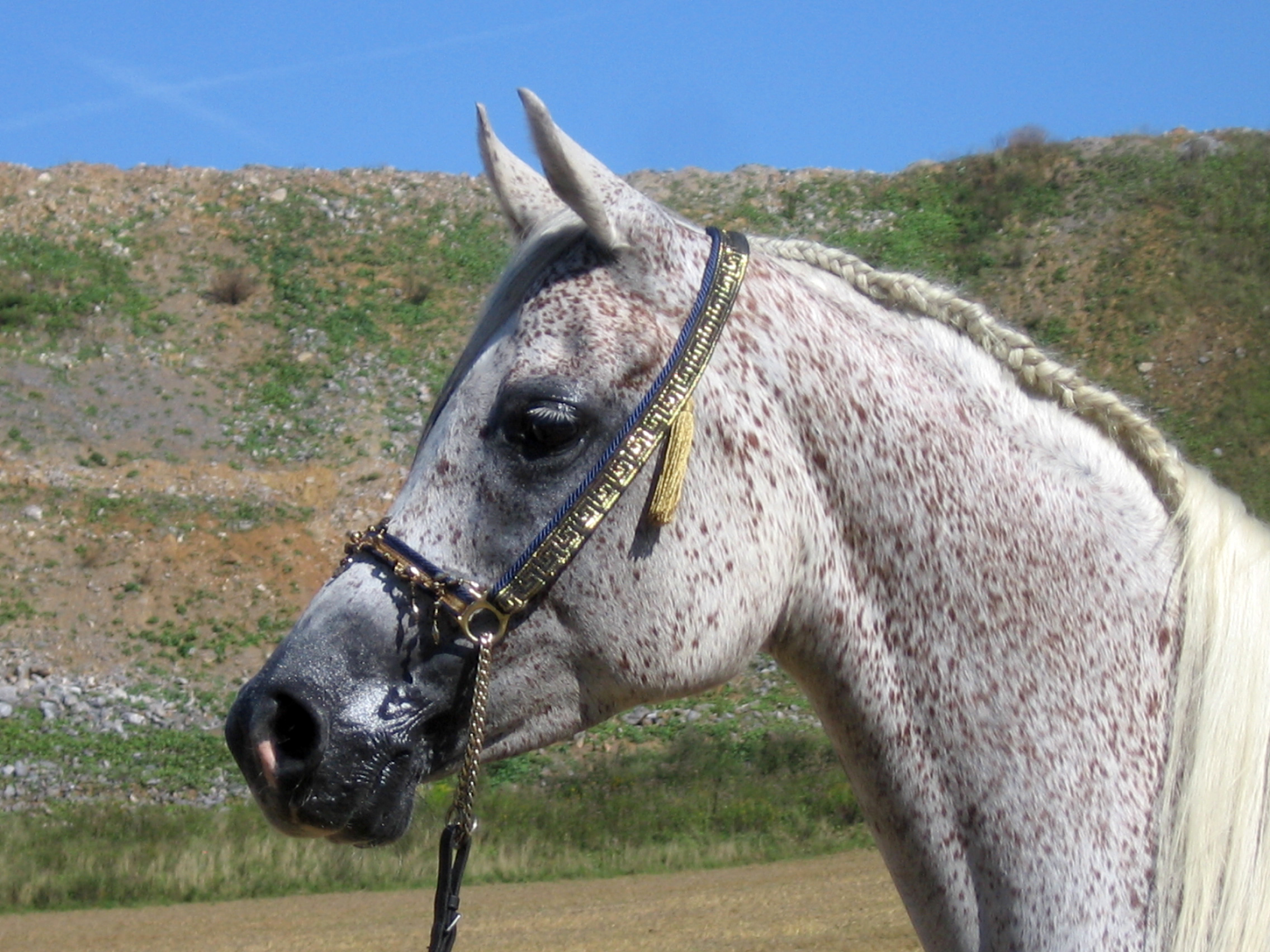
Yegua de pura raza árabe con pelaje tordo atruitat.

### Tordos canosos o blancos
La fase final de los caballos tordos supone que todo el pelaje, cola y crin se han vuelto blanco del todo.
La piel y los ojos de los caballos tordos no cambian de color ni pierden pigmento. Incluso cuando son blancos del todo.
Algunas razas de caballos suelen tener muy marcadas las fases en que muestran rodaduras. Por ejemplo los caballos andaluces y lusitanos. Otras razas como la árabe suelen pasar directamente a la fase moscada o truitada. También hay casos de regresión. De caballos canosos que vuelven a mostrar zonas pigmentadas.

## Aspectos genéticos
El gen tordo es un gen autosómico dominante ubicado en el cromosoma 25. Se suele representar con la letra G (del inglés "grey" o "gray").
Los alelos son dos: G, g.
Hay tres combinaciones:
- gg, el caballo no es tordo

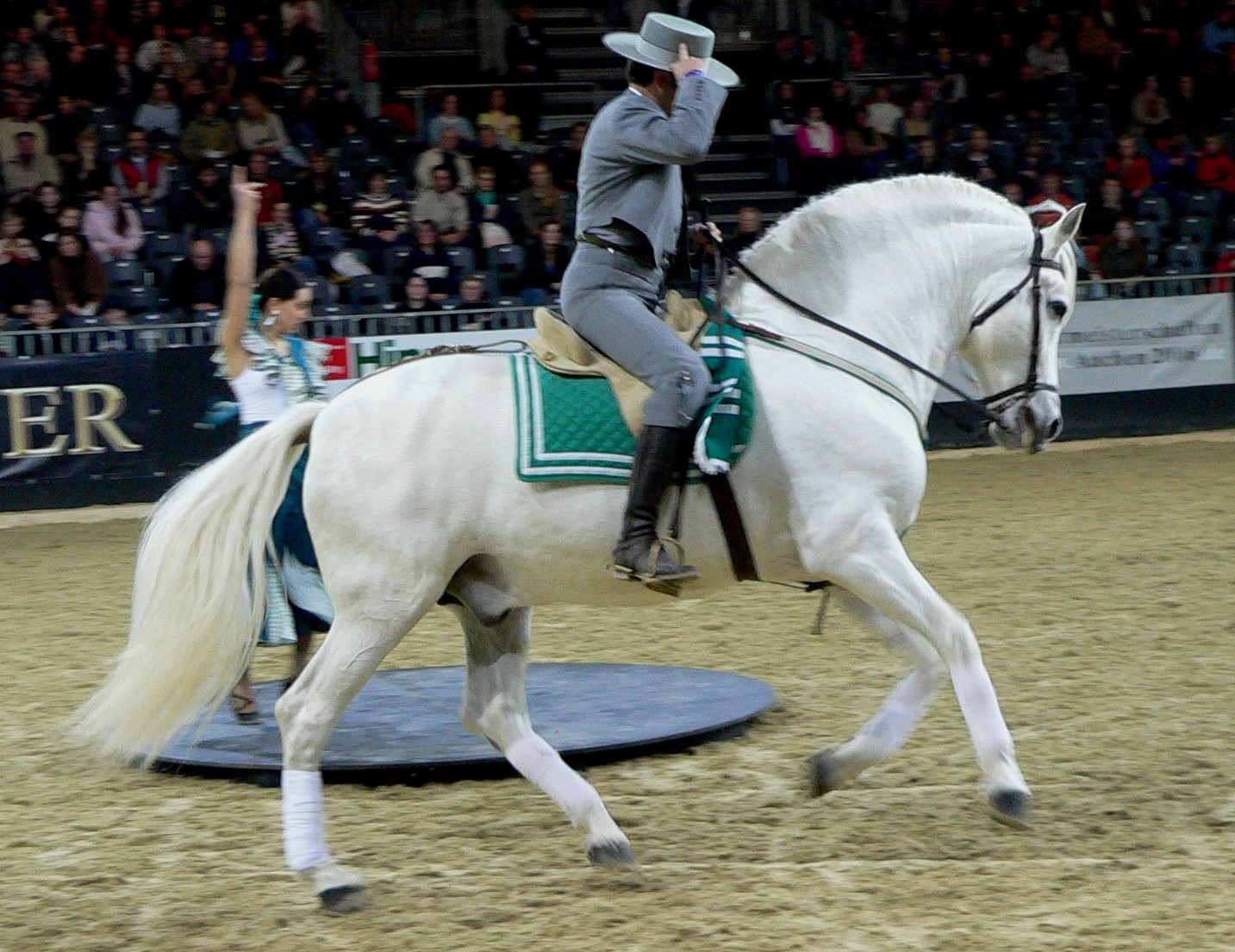
Caballo andaluz tordo-canoso o tordo-blanco. La piel no ha cambiado de color y se mantiene negra

- Gg, el caballo es tordo heterocigótico
- GG, el caballo es tordo homocigótico

Actualmente hay una prueba genética que permite verificar los alelos tordos de cada caballo.
En 2008, un equipo de investigadores de la Universidad de Uppsala (Suecia) identificó la mutación responsable de la canescencia de los caballos tordos. El estudio reveló que los caballos tordos proceden de un antecesor común que vivió hace miles de años.

## Melanomas
El 75% de los caballos tordos con más de quince años desarrollan melanomas benignos. En algunos casos los melanomas benignos pueden transformarse en malignos. Los avances genéticos permitirán mejorar el conocimiento de este problema.